# 宇宙小毛球
《外星毛查查》是藤子·F·不二雄創作的一部日本漫画。於1969到1970年間連載於講談社的《週刊ぼくらマガジン》。後來改編為電視動畫，總共74集，於1995年到1997年間於東京電視台播出。卡通頻道 (台灣)於1999年7月1日晚上九點首播。

## 概要
漫画版是在『週刊ぼくらマガジン』（講談社）1969年1号（創刊号）開始連載到1970年35号、幼年版則是在同社的『たのしい幼稚園』1970年1月号開始連載到同年12月号。本作是由小毛球、東莫及空夫三人一起在宇宙中一起展開各種冒險的故事。特別是在『ぼくらマガジン』版中、整体表現上不僅以搞笑及諷刺的內容支撐整個超現實又硬派的故事、也時常會穿插獵奇向的描寫還有黑色幽默而成為充滿活力的SF冒險作品。
本作是為了接續連載結束的『21衛門』的想法而在作者的期盼下開始連載的作品、因此繼承了少年、外星生物與機器人三人組一起在宇宙中到處冒險的構想。
本作在藤子・F・不二雄作品中，是最新也是最後一部的動畫作品。另外動畫版與漫画原作版在故事・設定等上都有大幅的差異。

## 劇情大綱
某天、一起想著要離家出走的空夫、遇到了同樣離家出走的外星人‧小毛球及機器人東莫駕駛的太空船、3人因此一起到太空中旅行。在愉快自在的旅行中、展開一段像參加五芒星賽車、在傳染病蔓延的無人星球上進行決鬥、阻止詐欺犯的犯行、不死星球上的自殺節日、使人感受到虛擬的現實而因此受到支配的死者之星…等賭上性命的冒險。
動畫版則和漫画原作有差異、由於小毛球與東莫一起漂流到地球、為了尋找能夠修復太空船的宇宙之石、因此與空夫一行人在宇宙中展開旅行。以後找到全部的宇宙之石而順利修好太空船、之後雖然一度以日常生活式的搞笑為主、但自從毛加登場的第51話開始，為了尋找真正的寶物，一行人又再度在宇宙中展開旅行。

## 登場人物

### 主要角色
天野空夫（聲：折笠愛（日本））
本作主角。不擅於打架，頭腦也不好、但卻有著好強而不喜歡認輸的個性。經常能夠在陷入危機時發揮他的能力。
動畫中，和原作不同的是頭髮多了點。擔任SF（小小不可思議）俱樂部部長，將來想要成為冒險家。
小毛球（聲：田中真弓（日本））
外表像是橙色毛球的外星人。擁有不認輸的個性。口中能夠吐出許多法寶。偶而會使出預言能力，卻容易失敗。喜歡女生、無論那個星球的女性都能夠一見鍾情而失神。
動畫版中、為毛加毛加星人。擁有很長的名字及公爵的頭銜。口頭禪是「～毛毛」。有著只要被自己說「好吃」就會一直吃到飽的怪興趣而擁有相當大的食量、能夠伸出長長的舌頭、當憋住呼吸時，可以變成像是一個大氣球一樣飄在空中。另外由於毛加毛加星人怕水、所以當碰到水時全身就會整個癱平。但是不怕碰到熱水（主要在洗熱水澡時）。
東莫（聲：中村大樹（日本））
機器人，也是小毛球搭檔。平常時雖然看來相當笨、但只要敲敲它的頭就能立刻使它變聰明並因此渡過許多危機。
動畫版中，曾喜歡上蛋糕店的人偶（声・根谷美智子）。另外有著只要吃到甜食（主要是甜點）就會醉的情形，不過卻不怕吃水果。頭上像是髮髻的部分，呈現Z字狀。
河野美琪（聲：岩男潤子（日本））
空夫的同學。不太喜歡空夫差不多的個性。對空夫有好感。與初期『哆啦A夢』版的源靜香相當像、也比靜香最先登場。
動畫版的名字為「河野美琪」。戴著髮箍並且留著短髮。擔任SF俱樂部副部長。好奇心旺盛而且個性活潑。經常有較開放的舉動（像是吐西瓜籽）。由於母親愛好園藝、一度因此讓美琪在花還沒開時差點無法參加SF俱樂部。飼養一隻臘腸犬。從小到大就是魔法少女動畫「魔法師由美」的忠實影迷並因此想要成魔法師。
原始人（聲：高木涉（日本））
本作中的孩子王、喜歡嘲笑空夫並且和他打架。總共有99勝。
動畫本名為「坂本貫太」。空夫的同學、在小鎮內同樣是個孩子王。老家是舊書店，相信自己會超能力、因此與もみ手・ニコ助一起組成貫太超能力團而會挑戰許多不可能做到的事、曾成功對小毛球施以催眠術而讓他成為自己的小弟。另外也很喜歡美琪。小一時因為被試膽比賽嚇到，因此相當害怕遊樂園中的鬼屋(特別是鬼怪)。還有很怕自己的母親（声･瀧澤久美子）及祖母・バァビィー（声・野澤雅子）。在毛加登場後被迫成為他的小弟。平常時雖然很少與小毛球一行人行動、但在最終章中則是為了將小毛球忘掉的東西交給他而與他同行。
空夫的媽媽（聲：小林優子（日本））
動畫版中，個性溫和並且總是為空夫喜歡妄想而煩惱。
空夫的爸爸（聲：梅津秀行（日本））
動畫版中、與兒子空夫一樣喜歡科幻的東西。有著冷靜優閒的個性。

大富豪的女兒。利用自家的火箭在太空中旅遊。與空夫一行人從コスカラ星認識後就成為好友。最後只在「アステロイドラリー」編登場、但在作者之後添加的最終回中又再度登場並且邀請空夫一行人再次前去旅遊。
動畫版中比起成為主要角色的美琪與原創角色的毛妹等人相比，反而登場機會因此減少。

長得像是海狗的外星人。講話帶有關西腔。由於是個詐欺犯，所以會不擇手段騙錢，但卻多次被空夫一行人破壞。
在『21衛門』有著被認為是他前身的角色登場。

記錄片電影作家、是「宇宙残酷物語」等片的製作人。從自殺節開始就與空夫結下孽緣。是一名長得像是章魚的外星人。雖然有著大膽且冷靜的個性、卻為了拍攝具有迫力的畫面而甘願冒險並且因此失去身體、讓他最後只剩下一顆腦袋。每當危險逼近時會發出聲音。是個為了攝影而將攝影機視為比性命更重要的人。
角色原型來自於以「世界残酷奇谭」一片而聞名的記錄片電影導演Gualitiero Jacopetti。

出身在相當長壽的クエ星的外星人。擅長使出瞬間移動、念力、透視等各種超能力。為了報父仇而一直在追著空夫。
登場的事件則被卡通版『21衛門』拿來使用。

相當有錢的外星人。喜歡到打擊場打球、為了狩獵神秘生物ダンボコ而僱用小毛球一行人前往ゴゴロンゴ星。

### 動畫原創角色
毛妹（聲：深雪早苗（日本））
桃色毛球型且留著雙馬尾的外星人，是小毛球的妹妹。雖然平常相當溫柔，但生氣時相當恐怖還能因此會使出電擊。因為負責照顧毛弟，所以經常負責幫他翻譯。另外也會以鹽、胡椒、砂糖、塔可醬、美乃茲、番茄醬、花枝墨、豬排醬、果醬、柑橘醬、味噌作出專屬毛加毛加星口味的咖啡（但卻是地球人無法喝下去的味道）。口頭禪是「～でちゅ」。
毛弟（聲：林原惠（日本））
綠色毛球型並且留著一撮呆毛的外星人，是小毛球的弟弟。由於年紀小還不太會講話、因此只會講「好呷」。只要啟動午睡模式，無論那裡都能睡著、在睡覺時如果被吵起來，會相當生氣而大哭。哭泣時的聲音不但會傷害耳朵、也可以破壞建物。另外頭腦很好，能夠只藉法寶作出火箭，還可以與動物對話。順便一提，預知能力比小毛球還厲害、還被小毛球利用他在空夫家開設一間為女孩子免費占卜的占卜館。繪畫的才能也比哥哥厲害、讓小毛球要寫信寄給父母而要在信中畫圖時因此與他吵起來。
權助（聲：緒方賢一（日本））
小毛球等人搭乘的太空船中的電腦、原來是用來挖番薯的機器人。會在太空船的主螢幕及空夫家中的電視上活動。由於喜歡番薯而曾將宇宙番薯帶到地球來、但因為對番薯進行電擊而在世界上引起一陣恐慌。口頭禪則是「だっぺ」
原來則是『21衛門』中的主要角色。
もみ手
貫太的小弟。總是會被貫太欺負。腦袋很好，所以常被迫幫忙貫太寫功課。
ニコ助
貫太的小弟，時常保持討好別人的笑容
毛加球
為了能夠延長播放集數所創造的角色，從第51話登場、是一個像是藍色毛球並且留著一對尖耳的外星人。會使用忍術（本人說是「毛加流毛毛術」）、有著喜歡耍帥而令人不快的個性。初戀對象是毛妹（幼稚園在玩沙場中遇到還是小嬰兒的毛妹，將她稱作是「玩沙場的天使」而愛上她），因此看到她時，會興奮到像是石頭般僵硬。與小毛球一樣看中マハラダモジャ之宝，想要不擇手段奪走它。很怕蜘蛛，但不怕蜘蛛網。由於以為地球上有寶物而跟著小毛球來到地球、到達後，就住在貫太家並且把他當作小弟般使喚。最後幫忙小毛球一行人打倒黑暗皇帝。
空夫的導師
個性嚴厲，常會處罰不專心的空夫。
毛毛的爸爸（聲：辻村真人（日本））
小毛球兄弟妹之父，公爵。體格巨大。喜歡惡作劇，也經常笑口常開。
毛毛的媽媽
小毛球兄弟妹之母，在家中經常很擔心遠在地球上的小毛球兄弟妹。

負責郵購買賣的外星人。經常賣一些貴卻不實用的東西，但有時也很有用。
毛加公爵
毛加之父，個性頑固。與兒子一樣喜歡不擇手段奪走寶物。雖然技術一流，卻因為留著鬍子而難以發揮

72話到74話登場的海盜首領。人形外星人、小時候在宇宙流浪時，被毛加毛加星人也是自己的爺爺所領養並在他死後成為頭目
マリコ的祖父
前海盜首領、已過世。本身是毛加毛加星人。雖然是個海盜，卻常常在背後鏟奸除惡。很了解マハラダモジャ的事情

過去與許多壞蛋對決的英雄，但現在已過世、不過在マハラダモジャ所留下的宝箱中還留有他的靈魂
黑暗皇帝
73話到74話登場。曾被マハラダモジャ封印的魔物。在毛加打開宝箱時復活並且躲在毛加所持的卷軸上、讓他因此能夠到達毛加毛加星，還利用自己作出的液體讓全星球的人都變邪惡。最後被成為マハラダモジャ的小毛球打倒。

## 登場的星球
メルル星
擁有令人驚奇的大都會星球。使用收費的管路移動。居民們因為過度依賴機械而無法自己作計算。
カミカミ星
這個星球的居民白天時雖然只是一般人、但月亮出來後會變成毫無意識還會吃人的 狼人、因此成為危險地帶而無人靠近、就連居民們也為了防止訪客被害而會在夜晚前讓他們回去。
コスカラ星
是個為了補充燃料及食物所製作的人工星球。由於附近的星球稀少，因此有許多旅客進來使用、並且讓這個星球的居民因此強烈地重視商業利益與金錢。
恐龍星球？
星球名稱不明。擁有原始叢林與大都會城市。飯店房間的住宿費則是高到嚇人。
ナイナイ星
由於發生傳染病、為了不讓它擴散而將要被爆破的星球，居民們也因此遷移到其他星球。
ジュゲム三號星‧鳳凰
這個星球在一萬年前曾發生兩個月亮合而為一而因此產生光線的事情、被照射到的居民會產生細胞變化、變得長生不死並且無法生育。由於人口過多而必須壓縮居住空間。全部的人都過著毫無生氣的無聊生活並且也忘掉死的感覺，所以為此會進行自殺節。
香格里拉星
過去曾是宇宙中最古老的星球、但在太陽爆炸後成為一座沒有空氣、水，甚至沒有細菌的星球。但是來訪的人都稱這裡是「天国」而因此沒有回去。
星球上則有像是摩艾石像的神像。
不明星球
星名不明。有星際都市彭港並且也是銀河航路的交叉點、是個上到外交官、下到犯罪者而聚集各種宇宙居民的地方。在彭港的非法地帶中連警方也無法介入。
原型則是來自 香港。
ゴゴロンゴ星

## 最終話
本作由於是再度利用尚未完成就被迫中斷的『21衛門』的設定、因此讓作者本人表示「畫得相當開心」而深受其喜愛的作品、但由於作為兒童向作品不允許太難懂的故事、因此出乎作者的意料外而被迫中止連載。
雜誌發表時的最終話是從1970年32号連載到35号的「不死身のダンボコ」。但這個故事內容並沒有讓人感覺結束的要素、結尾也沒有總結全部的故事內容、讓作品變成會讓人覺得未完結而被迫臨時中斷的感覺。
結束後的1971年從蟲製作公司發行的虫コミックス的單行本（全2集）中、最終話反而改成「不死身のダンボコ」的前一話「地球最後の日」而讓「不死身のダンボコ」變成未收錄。然後1976年由朝日ソノラマ發行的サンコミックス版單行本（全2集）中也是一樣的處置。
「不死身のダンボコ」直到1988年由中央公論社發行的藤子不二雄ランド單行本（全3集）中才初次收錄、但書中的最終話仍然是「地球最後の日」。1989年同公司發行的愛藏版（全1集）、也採取一樣的措施、並且還施以增加強調「地球最後の日」是最終話內容的措施。因此讓『宇宙小毛球』的最終話成為「地球最後の日」而成為連載結束後約20年後，才經由作者作出最後結尾的作品。
另外1995年時，小学館發行的快樂快樂文庫版文庫本（全2集）的內容中並未收錄「不死身のダンボコ」、反而是發表「地球最後の日」的增加版。

## 宇宙朋友 小毛球
『宇宙朋友 小毛球』（うちゅうふれんど もじゃこう）是藤子・F・不二雄助手MASAHITO（現：ふじあかまさひと）的漫画作品。在『小毛球』播放動畫時，在『快樂快樂月刊』（1995年9月号 - 1996年4月号）及『別冊快樂快樂』（1996年6月号 - 1997年4月号）上連載。企画階段時本來想讓原作者的藤本擔任作者、但當時因為藤本身體不好、因此改成原作：藤子・F・不二雄、作者：MASAHITO。本作為原創故事並且走明快的搞笑路線。
1996年由てんとう虫コミックス發行1集後就因為動畫版播放結、讓接下來4話的份量因此未發行。

### 宇宙朋友 小毛球 登場人物
- 天野空夫
- 小毛球
- 東莫

## 電視動畫
1995年10月3日到1997年3月31日期間由東京電視台播放電視動畫共74話，播放期間有1年7個月是當時東京電視台動畫中的長壽作品。原作者藤子・F・不二雄自己也負責第1、2話的劇本、另外本作即將播放前、藤子・F・不二雄為了宣傳本作還參加同電視台的開運鑑定團。
從51話到最終話、題材開始變成以尋找毛加毛加星人傳説中宇宙第一寶物「マハラダモジャ」為主。另外由於本作放播放時的1996年9月23日，藤子・F・不二雄過世、因此隔天播放的第50話開頭及結尾動畫都有追悼他的字幕。
動畫化時、在工作人員與藤子・F・不二雄協商下，去除原作中「離家出走到處探險而充滿驚險的冒險」反映出離家出走的魅力的要素，因此將原作設定大幅改變成「小毛球一行人過著住在地球上、並且到處前往各個星球冒險、結束後回到空夫家的日常生活」，而除去「離家出走」「硬派」及獵奇等描寫、變成一部原創感十足的作品。另外也將原作的事件集結成一集的份量。
角色設定則是由曾擔任過『齊天烈大百科』作画監督以及『哆啦A夢』原画的 尾鷲英俊負責。

### 各話列表
| 話數 | 標題                       | 劇本                         | 分鏡                    | 導演         | 作画監督          |
| ---- | -------------------------- | ---------------------------- | ----------------------- | ------------ | ----------------- |
| 1    | 從宇宙來的朋友             | 藤子·F·不二雄 えんどうてつや | えんどうてつや          | 須藤典彦     | 尾鷲英俊          |
| 2    | 尋找宇宙之石               | 藤子·F·不二雄 えんどうてつや | えんどうてつや          | 阿部雅司     | 北條直明          |
| 3    | 到怪獸星球去               | 冨岡淳広                     | 井上修                  | 井上修       | 藤田宗克          |
| 4    | 大預言！空夫要結婚         | 戸田博史                     | 小村敏明 えんどうてつや | 小村敏明     | 進藤満尾          |
| 5    | 小毛球的流行性腮線炎       | 高野顕                       | 石山タカ明              | 福多潤       | アベ正己          |
| 6    | 小偷星球波多羅             | 小松崎康弘                   | 又野弘道                | 又野弘道     | 山崎展義          |
| 7    | 貫太是超能力者?            | 大倉らいた                   | 善聡一郎                | 善聡一郎     | 原憲一            |
| 8    | 賭場之星，充滿幸運?        | 北条千夏                     | 栗山美秀                | 阿部雅司     | 北條直明          |
| 9    | 沒有作業的星球是樂園?      | 大橋志吉                     | 井上修                  | 井上修       | 藤田宗克          |
| 10   | 到空夫的學校去             | 冨岡淳広                     | 工藤征輝                | 阿部雅司     | 工藤征輝          |
| 11   | 歡迎來到小小不思議俱樂部   | 大橋志吉                     | 大庭秀昭                | 小村敏明     | 進藤満尾          |
| 12   | 東莫的白色聖誕節           | 冨岡淳広                     | 日高政光                | 日高政光     | 井坂純子 志村隆行 |
| 13   | 不停旋轉的禁忌之星         | 大倉らいた                   | 善聡一郎                | 善聡一郎     | 原憲一            |
| 14   | 洗澡水，還是熱一點比較好   | 高野顕                       | 栗山美秀                | 阿部雅司     | 北條直明          |
| 15   | BBQ之星                    | 山下久仁明                   | 石山タカ明              | 福多潤       | アベ正己          |
| 16   | 貫太的小弟，小毛球？       | 北条千夏                     | 井上修                  | 井上修       | 藤田宗克          |
| 17   | 空夫，離家出走             | 小松崎康弘                   | 遠藤卓司 えんどうてつや | 遠藤卓司     | 山崎展義          |
| 18   | 毛弟、毛妹登場，上集       | 冨岡淳広                     | 川口もと えんどうてつや | 小村敏明     | 進藤満尾          |
| 19   | 毛弟、毛妹登場，下集       | 冨岡淳広                     | 川口もと えんどうてつや | 川島宏       | 原憲一            |
| 20   | 權助的野心                 | 冨岡淳広                     | 日高政光                | 須藤典彦     | 井坂純子          |
| 21   | 乘坐飛空艇去買東西         | 小松崎康弘                   | 井上修                  | 井上修       | 藤田宗克          |
| 22   | 幫忙看家真有趣             | 北条千夏                     | 川島宏                  | 栗本宏志     | 原憲一            |
| 23   | 媽媽攻略大作戰             | 山下久仁明                   | 石山タカ明              | 福多潤       | アベ正己          |
| 24   | 十一個小毛球               | 冨岡淳広                     | うえだしげる            | うえだしげる | なかじまちゅうじ  |
| 25   | 小毛球的開花爺爺           | 大倉らいた                   | 井上修                  | 井上修       | 藤田宗克          |
| 26   | 大家來吃蕃薯吧             | 寺田憲史                     | 川島宏                  | 高瀬節夫     | 原憲一            |
| 27   | 想要變成寵物               | 大橋志吉                     | 石山タカ明              | 須藤典彦     | 井坂純子          |
| 28   | 河童也是外星人？           | 冨岡淳広                     | 石山タカ明              | 福多潤       | アベ正己          |
| 29   | 壽司真好吃                 | 大橋志吉                     | 白旗伸朗                | うえだしげる | 畑良子            |
| 30   | 修復友情的機器             | 園田英樹                     | 井上修                  | 井上修       | 藤田宗克          |
| 31   | 占卜，超熱門               | 冨岡淳広                     | 宍倉敏 えんどうてつや   | 宍倉敏       | 椛島義夫          |
| 32   | 愛上牙醫師！               | 北条千夏                     | 浅田裕二                | 浅田裕二     | 一石小百合        |
| 33   | 飛阿！飛阿！毛加比         | 大橋志吉                     | 江上潔                  | 栗本宏志     | 原憲一            |
| 34   | 美琪想成為一個魔法使者     | 寺田憲史                     | 石山タカ明              | 須藤典彦     | 井坂純子          |
| 35   | 黴菌大作戰                 | 園田英樹                     | 高橋ナオヒト            | 高橋ナオヒト | 一石小百合        |
| 36   | 健美帥哥小毛球             | 冨岡淳広                     | うえだしげる            | うえだしげる | 畑良子            |
| 37   | 小毛球想吃鰻魚飯           | 大橋志吉                     | 井上修                  | 井上修       | 藤田宗克          |
| 38   | 名偵探小毛球               | 北条千夏                     | 宍倉敏                  | 宍倉敏       | 椛島義夫          |
| 39   | 膽小的鬼火                 | 冨岡淳広                     | 浅田裕二                | 浅田裕二     | 一石小百合        |
| 40   | 超速駕駛                   | 園田英樹                     | 石山タカ明              | 須藤典彦     | 井坂純子          |
| 41   | 小毛球是天使嗎?!           | 大橋志吉                     | 中野頼道 えんどうてつや | 中野頼道     | 原憲一            |
| 42   | 看～大家喜歡的鑽石         | 冨岡淳広                     | 井上修                  | 井上修       | 藤田宗克          |
| 43   | 小毛球劈西瓜決勝負!        | 大橋志吉                     | 近藤信宏                | うえだしげる | 畑良子            |
| 44   | 毛弟不哭的日子             | 寺田憲史                     | 宍倉敏                  | 篠幸裕       | 内山正幸          |
| 45   | 小毛球想要吃刨冰           | 大橋志吉                     | 浅田裕二                | 浅田裕二     | 高橋英吉          |
| 46   | 小毛球尋寶記!              | 冨岡淳広                     | 高瀬節夫                | 中野頼道     | 原憲一            |
| 47   | 毛弟被綁架了?              | 北条千夏                     | 井上修                  | 井上修       | 藤田宗克          |
| 48   | 透明的小毛球登場？         | 園田英樹                     | 須藤典彦                | 須藤典彦     | 井坂純子          |
| 49   | 超級英雄小毛球，登場！     | 冨岡淳広                     | 石山タカ明              | 須藤典彦     | 井坂純子          |
| 50   | 小毛球食物中毒了           | 大橋志吉                     | 浅田裕二                | 浅田裕二     | 玉川明洋          |
| 51   | 勁敵登場！他的名子是毛加球 | 寺田憲史                     | えんどうてつや          | 井上修       | 藤田宗克          |
| 52   | 看啊！毛球流毛加術         | 冨岡淳広                     | 早川啓二                | 石崎すすむ   | 畑良子            |
| 53   | 小毛球小而大的冒險         | 山崎晴哉                     | 井上修                  | 松浦錠平     | 平岡正幸          |
| 54   | 小空的時空膠囊             | 柳川茂                       | 篠幸裕                  | 篠幸裕       | 大武正枝          |
| 55   | 東莫改造計畫               | 冨岡淳広                     | 井硲清高                | 井硲清高     | 井坂純子          |
| 56   | 鑑價小毛球                 | 柳川茂                       | 浅田裕二                | 浅田裕二     | 玉川明洋          |
| 57   | 小毛球送給美琪的生日禮物   | 山崎晴哉                     | 井上修                  | 井上修       | 藤田宗克          |
| 58   | 小毛球到彩虹星             | 山崎晴哉                     | 石崎すすむ              | 石崎すすむ   | 畑良子            |
| 59   | 權助的地瓜星球             | 冨岡淳広                     | 松浦錠平                | 松浦錠平     | 平岡正幸          |
| 60   | 雪人小毛球逃跑了           | 大橋志吉                     | 篠幸裕                  | 篠幸裕       | 椛島義夫          |
| 61   | 聖誕節會被吃掉嗎？         | 寺田憲史                     | 井硲清高                | 井硲清高     | 井坂純子          |
| 62   | 貫太大作戰                 | 柳川茂                       | 矢部秋則                | 浅田裕二     | 玉川明洋          |
| 63   | 到底誰才像雪人？           | 冨岡淳広                     | 井上修                  | 井上修       | 藤田宗克          |
| 64   | 奧桑的地球之旅             | 山崎晴哉                     | 石崎すすむ              | 石崎すすむ   | 畑良子            |
| 65   | 木乃伊的寶藏               | 園田英樹                     | 松浦錠平                | 松浦錠平     | 平岡正幸          |
| 66   | 毛妹當媽媽了               | 柳川茂                       | 篠幸裕                  | 篠幸裕       | 椛島義夫          |
| 67   | 反正遲早要付錢             | 大橋志吉                     | 井硲清高                | 井硲清高     | 井坂純子          |
| 68   | 拉麵國王的終極拉麵         | 山崎晴哉                     | えんどうてつや          | 浅田裕二     | 玉川明洋          |
| 69   | 江戶警探小毛球！           | 冨岡淳広                     | 井上修                  | 井上修       | 藤田宗克          |
| 70   | 毛加球大告白               | 柳川茂                       | 石崎すすむ              | 石崎すすむ   | 畑良子            |
| 71   | 毛加球村大揭密             | 冨岡淳広                     | 篠幸裕                  | 篠幸裕       | 進藤満尾          |
| 72   | 宇宙中最珍貴的寶藏 1       | 山崎晴哉                     | 松浦錠平                | 松浦錠平     | 平岡正幸          |
| 73   | 宇宙中最珍貴的寶藏 2       | 寺田憲史                     | えんどうてつや          | 井硲清高     | 井坂純子          |
| 74   | 宇宙中最珍貴的寶藏 3       | 寺田憲史                     | えんどうてつや          | 浅田裕二     | 尾鷲英俊          |

### 聲優
- 天野空夫（声：折笠愛(日本)；賀世芳【舊配音版】／黃珽筠【新配音版】(台灣)；蔡惠萍(香港)）
- 小毛球（声：田中真弓(日本)；丘梅君【舊配音版】／雷碧文【新配音版】(台灣)；黃鳳英(香港)）
- 東莫（声：中村大樹(日本)；沈光平【舊配音版】／蔣鐵城【新配音版】(台灣)；梁耀昌(香港)）
- 河野美琪（声：岩男潤子(日本)：林凱羚【舊配音版】／林美秀【新配音版】(台灣)；黃麗芳(香港)）
- 中古電腦「權助」（声：緒方賢一(日本)；沈光平【舊配音版】／夏治世【新配音版】(台灣)；陳永信(香港)）
- 毛妹（声：深雪さなえ(日本)：林凱羚【舊配音版】／丘梅君【新配音版】(台灣)；沈小蘭(香港)）
- 毛弟（声：林原惠(日本)：林美秀【新配音版】(台灣)；林丹鳳(香港)）
- 毛毛的爸爸（声：辻村真人(日本)：于正昌【新配音版】(台灣)）
- 毛毛的媽媽（声：菊池泉）
- 原始人「坂本貫太」（声：高木涉(日本)：于正昌【新配音版】(台灣)）
- もみ手（声：橫田みはる、菊地貴子(日本)：丘梅君【新配音版】(台灣)）
- ニコ助（声：北浦隆宏(日本)：蔣鐵城【新配音版】(台灣)）
- 空夫的爸爸（声：梅津秀行(日本)；沈光平【舊配音版】／曹冀魯(第1集)→夏治世【新配音版】(台灣)）
- 空夫的媽媽（声：小林優子(日本)：丘梅君【新配音版】(台灣)）
- 毛加球（声：高乃麗(日本)；陸惠玲(香港)）
- 毛加公爵（声：大山高男）
- トラヤン（声：津久井教生）
- マリコ（声：菊池いづみ）
- マリコ的爺爺（声：梅津秀行）
- 黑暗皇帝（声：梁田清之）

### 工作人員
- 原作：藤子・F・不二雄
- 製作人：岩田圭介（東京電視台）、矢崎裕美子（SOFTX）、中沢利洋・赤羽根徳則（小学館製作）
- 系列構成：遠藤徹哉 → 寺田憲史
- 角色設定、總作画監督：尾鷲英俊
- 美術監督：金村勝義
- 色彩設計：吉野記通
- 攝影監督：吉田光伸
- 編輯：辺見俊夫、船見康恵
- 音樂：若草惠
- 音響監督：渡辺淳
- 音樂協助：東京電視台音樂
- 協力（節目）：ジェイアール東日本企画
- 廣告：穴見礼 → 佐々由美（東京電視台）
- 動畫製作人：奥野敏聡、神田修吉（OLM）
- 動畫製作：OLM
- 導演：遠藤徹哉
- 動画檢查：栗飯原美子、山岸裕昌、砂原昭一、藤岡正宣、館山富美子、森谷あゆみ、花輪美幸、野口大蔵、佐藤伸哉、片山基成、小原智恵子、目黒忠晴、森本浩人、山口理、福永啓人、榎本富士香、高橋成之、石川智也
- 顏色指定：島貴恵美子、吉村深雪、佐藤初、小林恵、岡久美子、川端静子、大須賀隆純、福井薫、高橋由起子、江田真理子、大関たつ枝、前田峰子、岡田初美
- CG製作：小野沢静子、清水真美、茶谷美子
- 完成檢査：松田文子、吉村深雪、沼田貴子、小林恵、佐藤初、スタジオ・トイズ、川端静子、遠藤登志子、大須賀隆純、福井薫、田中文子、高橋由紀子、高橋耀子、上野辰夫、岡田初美、都丸陽子
- 特殊效果：千葉豊、森雅美、西村龍徳、きのプロダクション、西山誠、長谷川敏生、木原悦郎、上原将一、羽石隆志
- 背景：スタジオじゃっく
- 攝影：ティ・ニシムラ
- CG調整：水谷貴哉（スタジオレアトリック）
- AVDIO操作：今井剛、大竹弥生
- 負片編輯：松尾浩、和田至亮
- 標題：マキ・プロ
- 影片：イーストマン
- 現像：IMAGICA
- CG作成：加戸誉夫
- 設定協助：大倉らいた
- 片尾CG：水谷貴哉、小林真吾
- 音響製作人：南沢道義
- 音響製作負責：高橋秀雄、中村明子
- 效果：加藤昭二（アニメサウンドプロダクション）
- 調整：平野延平
- 錄音助手：梨本亮子
- 音響製作：HALF H・P STUDIO
- 輔助製作人：青木博之、古市直彦（小学館製作）
- 設定製作、製作負責：井口憲明
- 製作編輯：平松巨視、鈴木徹、山本寛、向坪利次、浦崎宣光
- 製作進行：角智治、石原達也、松下周史、伊藤孝修、渡嘉敷八起、浅川真一、山本寛、茂木慶次郎、森雅美、カナタ恭典、岩佐岳、黒田弥生、亀谷友康、高橋康文、高野俊幸、萩原玉紀、植松高俊、立崎孝史
- 動畫協助：コープ、XEBEC、サンシャインコーポレーション、オフィス蒼、ダンガンピクチャーズ、S.S.C、STUDIO DEEN、ランダム
- 製作：東京電視台、SOFTX（現・MediaNet）、小学館製作（現・小学館集英社製作）

### 主題曲
片頭曲
- 「CHU-CHU-CHU」CRIPTON / 1 - 34話
- 「ドリーム・エキスプレス(DREAM EXPRESS)」香取沙季 / 35 - 50話
- 「Shine」Dear / 51 - 74話

片尾曲
- 岩男潤子 / 1 - 34話　※在『「STARSHIP 1996」岩男潤子』中被作為插入曲。
- 小林清美 / 35 - 50話
- 笹峯愛 / 51 - 69話
- 「Too Late」齊藤佑紀 / 70 - 74話

### 播放電視台
| 播放地域 | 電視台   | 播放期間                    | 播放时间              | 集數 | 備註                                                                          |
| -------- | -------- | --------------------------- | --------------------- | ---- | ----------------------------------------------------------------------------- |
| 台灣     | 卡通頻道 | 1999年7月1日～2001年4月27日 | 每天11:00-11:30       | 全部 | 後期部分內容重複播出                                                          |
| 台灣     | 卡通頻道 | 2013年3月4日～3月29日       | 星期一至五21:00-21:30 | 1-20 | 臨時重播檔次 字幕樣式有更動、中文配音員全數更換，途中不明原因被中斷並更動節目 |
| 台灣     | 卡通頻道 | 2014年8月1日～8月31日       | 每天05:55-06:25       | 1-31 | 臨時重播檔次 字幕樣式有更動、中文配音員全數更換，途中不明原因被中斷並更動節目 |